# Batalla d'El Pertús
La batalla d'El Pertús fou una batalla de la Guerra Civil catalana, que es va lliurar del 21 de juliol de 1462.

## Antecedents
El 24 d'abril de 1462, el Consell del Principat va aixecar una host de 300 cavallers amb 100 llances i un miler d'infants comandada per Hug Roger III de Pallars Sobirà per combatre els pagesos, i la reina va decretar immediatament la seva il·legalitat, mentre els diputats i el Consell prohibiren la publicació de la crida reial. Les autoritats locals no sabien què fer, ja que les dues autoritats eren legítimes, però les ordres contradictòries i els primers atacs foren de les tropes remences de Francesc de Verntallat a Castellfollit de la Roca el 1462 i, després de recuperar Hostalric, els revoltats van iniciar el setge de la Força Vella de Girona, on s'havien refugiat Joana Enríquez i el príncep Ferran.
Veient la situació, el rei va signar el tractat de Baiona amb Lluís XI de França pel qual Joan renunciava als Comtats de Rosselló i Cerdanya a canvi que Lluís li prestés ajuda militar per tal de sotmetre la resta de Catalunya i va penetrar al Principat per Alfarràs el 5 de juny al front de 200 genets i 200 homes a peu aragonesos, navarresos i catalans addictes sense permís del Consell del Principat, instal·lant la seva base d'operacions a Balaguer amenaçant Lleida i començà les operacions per prendre Tàrrega però hagué de retirar-se a Balaguer.
Lluís XI de França va aixecar un exèrcit de 22.000 homes comandats pel Gastó IV de Foix i va envair el Rosselló el 9 de juliol.

## Batalla
Gastó IV de Foix va derrotar amb facilitat a Jofre VII de Rocabertí, que disposava d'unes forces molt inferiors, el 21 de juliol de 1462.

## Conseqüències
Figueres i Bàscara obriren les portes a Gastó IV de Foix, i Hug Roger III de Pallars Sobirà va aixecar el Setge de la Força Vella, abandonant l'artilleria i retirant-se a Hostalric. A Ponent els exèrcits es trobaren a la batalla de Rubinat.
La resistència nordcatalana va obligar el rei de França a enviar-hi un exèrcit francès comandat pel duc de Nemours Jaume d'Armanyac el gener de 1463.